# Treitol
El Treitol (Denominado a veces según el inglés: Threitol) es un polialcohol de cuatro carbonos (tetralcohol) cuya fórmula química es: C4H10O4. Su uso primordial es como producto intermedio entre otros compuestos. Posee isómeros como el L-Treitol o el D-Treitol que poseen un eje de simetría binario formando lo que se denomina tretioles. 

## Síntesis

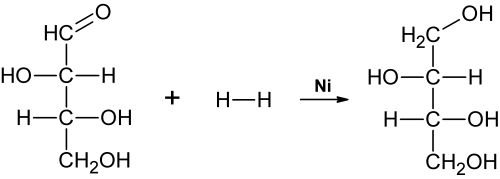

Se forma a partir del azúcar denominado treosa mediante reducción del grupo aldehído en el grupo hidroxilo. Es posible realizar la síntesis mediante la treosa con el empleo de agua y níquel como catalizador (hidrogenación catalítica). Existe otra posibilidad de síntesis mediante hidrogenación de la eritrulosa. En biotecnología se suele catalizar esta reacción, a veces, mediante la bacteria Bordetella avium.